# Asalto al Capitolio de los Estados Unidos de 2021
El asalto al Capitolio de los Estados Unidos fue un intento de autogolpe de Estado que se produjo el 6 de enero de 2021, cuando una turba de partidarios del entonces presidente saliente de los Estados Unidos, Donald Trump, dos meses después de su derrota en las elecciones presidenciales de 2020, irrumpió en la sede del Congreso de los Estados Unidos. El suceso interrumpió una sesión conjunta del poder legislativo para contar el voto del Colegio Electoral y certificar la victoria de Joe Biden en las elecciones presidenciales de 2020.
En la mañana del 6 de enero, manifestantes se reunieron para el mitin Save America en el parque público de La Elipse, donde los asistentes escucharon los discursos del entonces presidente Donald Trump, Donald Trump Jr. y Rudy Giuliani. La manifestación culminó en una revuelta en la que fue tomado el Capitolio de los Estados Unidos. El evento ocurrió después de numerosos intentos anteriores de Trump de anular los resultados de las elecciones tras un supuesto fraude electoral.
Antes de que terminaran los discursos, un grupo de manifestantes decidió marchar hacia el Capitolio para intentar que las elecciones de 2020 fueran anuladas. Posteriormente otro grupo marchó hacia el Congreso y finalmente irrumpió en el edificio. El Congreso estaba en sesión en ese momento, realizando el conteo de votos del Colegio Electoral y debatiendo después de que el senador Ted Cruz de Texas y el congresista Paul Gosar del cuarto distrito congresional de Arizona objetaran el conteo de votos de Arizona del Colegio Electoral. Los manifestantes traspasaron la seguridad para entrar al Capitolio, ocupando la cámara del Senado evacuada mientras los guardias sacaron sus pistolas para evitar la entrada al piso evacuado de la cámara. Varios edificios del complejo del Capitolio de los Estados Unidos fueron evacuados y todos los edificios del complejo fueron posteriormente bloqueados.
Durante el enfrentamiento en las puertas de la cámara, una manifestante fue tiroteada por las fuerzas del orden dentro del Capitolio y posteriormente falleció en el hospital a causa de las heridas; otros tres murieron como resultado de emergencias médicas durante el día. Se informó que se encontraron tres artefactos explosivos improvisados: uno en los terrenos del Capitolio y uno en las oficinas del Comité Nacional Republicano y del Comité Nacional Demócrata cerca del Capitolio.
A primeras horas de la tarde del 6 de enero, Trump denunció a Pence por «no haber hecho lo que debería haberse hecho para proteger a nuestro país y nuestra Constitución», al no rechazar la victoria de Biden. A las 4:22 p. m., a través de un vídeo en Twitter, Trump pidió a sus seguidores que «se vayan a su casa en paz» y repitiendo en varias ocasiones «que ellos eran el partido del orden y la ley», mientras describía a los manifestantes como patriotas y «muy especiales» y afirmaba que los «amaba», reiterando alegaciones de fraude electoral.
Fue el primer asalto al Capitolio desde la quema de Washington en 1814 por los británicos durante la guerra de 1812. Varios servicios de inteligencia de la OTAN informaron a sus gobiernos de que los incidentes formaban parte de un intento de golpe de Estado perpetrado por el presidente Trump con posible apoyo de miembros de los organismos de seguridad federales.
Los hechos provocaron una condena generalizada por parte de la clase política y empresarial de todo el país. El líder de la mayoría del Senado, Mitch McConnell, calificó el asalto del Capitolio como una «insurrección fallida». Twitter respondió con el bloqueo permanente de la cuenta de Trump. Asimismo, Facebook bloqueó su cuenta durante un periodo indefinido. Ambas compañías eliminaron sus publicaciones relacionadas al asalto. El 7 de enero de 2021, la presidenta de la Cámara de Representantes, Nancy Pelosi y el líder de la minoría senador Chuck Schumer pidieron al vicepresidente Mike Pence que invocara formalmente la Vigesimoquinta Enmienda a la Constitución de los Estados Unidos, que evitaría que Trump ejerciera los poderes de la presidencia. Los dos líderes demócratas del Congreso también amenazaron con poner en marcha por segunda vez un proceso de destitución contra Trump si Pence no decidía tomar ninguna medida.
Las encuestas de opinión mostraron que una gran mayoría de estadounidenses desaprobaron el asalto al Capitolio y las acciones de Trump que condujeron a él, aunque algunos republicanos apoyaron el ataque o no culparon a Trump por ello. El 11 de enero, Trump admitió ante los principales líderes del Congreso republicano que era parcialmente culpable de la violencia en el Capitolio.

## Antecedentes

### Intentos de anular las elecciones presidenciales de 2020

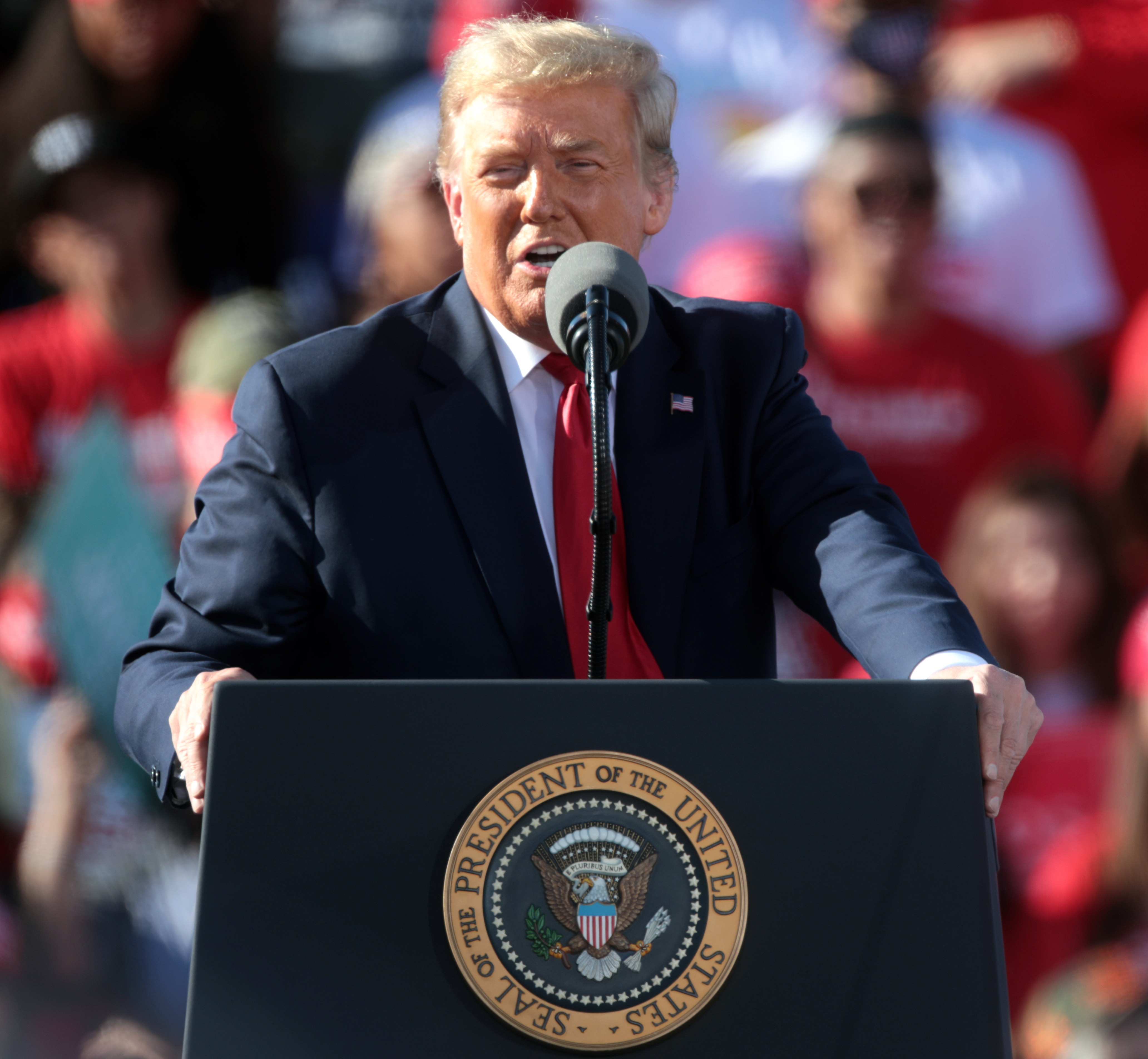
El presidente Donald Trump durante un mitin de campaña de 2020.

Las elecciones presidenciales de Estados Unidos de 2020, celebradas el 3 de noviembre de 2020, fueron ganadas por el candidato demócrata Joe Biden, quien derrotó al entonces presidente republicano Donald Trump. Antes, durante y después del recuento de votos, Trump y otros republicanos intentaron revocar las elecciones, denunciando un fraude electoral generalizado y tratando de negar y revocar los resultados.
Con el Congreso programado para reunirse el 6 de enero de 2021 para certificar los resultados del Colegio Electoral, Trump anunció planes para un mitin antes del evento para continuar su protesta sobre la validez de los resultados electorales de varios estados. La alcaldesa de Washington D. C., Muriel Bowser, solicitó el 31 de diciembre de 2020 que se desplegaran tropas de la Guardia Nacional del Distrito de Columbia para apoyar a la policía local durante las manifestaciones anticipadas. En su solicitud, escribió que los guardias no estarían armados y que serían los principales responsables de la «gestión de multitudes» y la dirección del tráfico, lo que permitiría a la policía centrarse en las preocupaciones de seguridad. El secretario de Defensa interino, Christopher Miller, aprobó la solicitud el 4 de enero de 2021. La aprobación activó aproximadamente 1.100 tropas.
La aprobación activó 340 soldados, con no más de 114 para ser desplegados en un momento dado. Tres días antes de los disturbios, el Pentágono se ofreció dos veces a enviar a la Guardia Nacional, pero la Policía del Capitolio de los Estados Unidos les dijo que no sería necesario. Robert Contee, jefe interino del Departamento de Policía Metropolitana del Distrito de Columbia, dijo después del evento que su departamento no poseía inteligencia que indicara que el Capitolio sería violado. El jefe de policía del Capitolio de los Estados Unidos, Steven Sund, dijo que su departamento había desarrollado un plan para responder a las «actividades de la Primera Enmienda», pero que no había planificado el «comportamiento criminal desenfrenado» que encontraron. El secretario del Ejército de Estados Unidos, Ryan D. McCarthy, dijo que las estimaciones de las agencias de aplicación de la ley sobre el tamaño potencial de la multitud, calculadas antes del suceso, variaron entre 2.000 y 80.000.
Trump había pasado días previos que sugiriendo que el vicepresidente Pence debía rechazar la victoria del presidente electo, Joe Biden, y se repite este llamado en su discurso en la mañana del 6 de enero. La misma tarde, Pence envió una carta al Congreso en la que dijo que no se opondría a la victoria de Biden.

### Planificación del ataque
Los alborotadores habían planeado abiertamente interrumpir el conteo de las boletas del Colegio Electoral durante varias semanas antes de los hechos, y habían pedido violencia contra el Congreso, Pence y las fuerzas del orden. Muchos sitios web utilizados para planificar los eventos en el Capitolio se consideran plataformas de «tecnología alternativa», distintas de las plataformas de redes sociales más grandes como Reddit, Twitter y otros sitios que han llevado a cabo prohibiciones para censurar el lenguaje y las imágenes violentas. Sitios como TheDonald.win, fundado después de que su predecesor fuera prohibido en Reddit, el servicio de redes sociales Parler, la aplicación de chat Telegram, Gab y otros se usaron para discutir mítines anteriores de Trump y hacer planes para asaltar el Capitolio. 
Al menos un grupo, Stop the Steal, publicó el 23 de diciembre de 2020 sus planes de ocupar el Capitolio con promesas de «escalar» si se encontraban con la oposición de las fuerzas del orden. Muchos de los carteles estaban previstos para posibles actos de violencia antes del evento, y algunas personas discutían cómo evitar a la policía en las calles y qué herramientas llevar para ayudar a abrir las puertas.
El teórico de la conspiración Alex Jones dijo que su compañía de medios pagó 500 000 dólares para reservar la Ellipse para el mitin pro-Trump inmediatamente anterior a los disturbios y afirmó que la Casa Blanca de Trump le pidió que encabezara la marcha hacia el Capitolio. Jones también dijo a sus seguidores que Biden sería destituido de su cargo «de una manera u otra». En los días previos al asalto, varias organizaciones que monitoreaban el extremismo en línea habían estado emitiendo advertencias sobre el evento.
El 4 de enero, la Liga Antidifamación publicó una entrada de blog en la que advertía sobre la retórica violenta de los partidarios de Trump antes del conteo del Colegio Electoral, incluidas llamadas para interrumpir violentamente el proceso de conteo. La publicación dijo que no tenía conocimiento de ninguna amenaza de violencia creíble, pero señaló que «si el pasado es una indicación, la combinación de una presencia extremista en los mítines y la naturaleza acalorada de la retórica sugiere que la violencia es una posibilidad». También el 4 de enero, la firma de seguridad británica G4S realizó un análisis de riesgo, que encontró que habría grupos violentos en Washington D. C., entre el 6 de enero y el Día de la Inauguración basado en publicaciones en línea que abogan por la violencia. Advance Democracy, Inc., un organismo de control no partidista de la gobernanza, encontró 1480 publicaciones de cuentas relacionadas con QAnon que hacen referencia a los sucesos del 6 de enero en los seis días previos, que contenían términos de violencia.
El 21 de diciembre de 2020, un consultor político del Reino Unido que estudia el extremismo relacionado con Trump tuiteó un hilo de un pronóstico de lo que se convertiría en el evento planeado para el 6 de enero, incluidas las muertes.

## Cronología

### 5 de enero de 2021
Miles de asistentes se reunieron en Freedom Plaza el 5 de enero de 2021, antes de las protestas previstas para la semana. El martes por la noche y hasta el miércoles por la mañana, al menos diez personas fueron arrestadas.

### 6 de enero: ManifestaciónSave America
El 6 de enero, la manifestación "Salvemos a América" (o "Marcha para Salvar a América") tuvo lugar en la Elipse dentro del National Mall, al sur de la Casa Blanca. El permiso otorgado a Women for America First programó una manifestación de la primera enmienda "Marcha por Trump", con discursos que se extenderán de 9:00 a. m. a 3:30 p. m., con una hora adicional para la conclusión de la manifestación y la dispersión de los participantes.

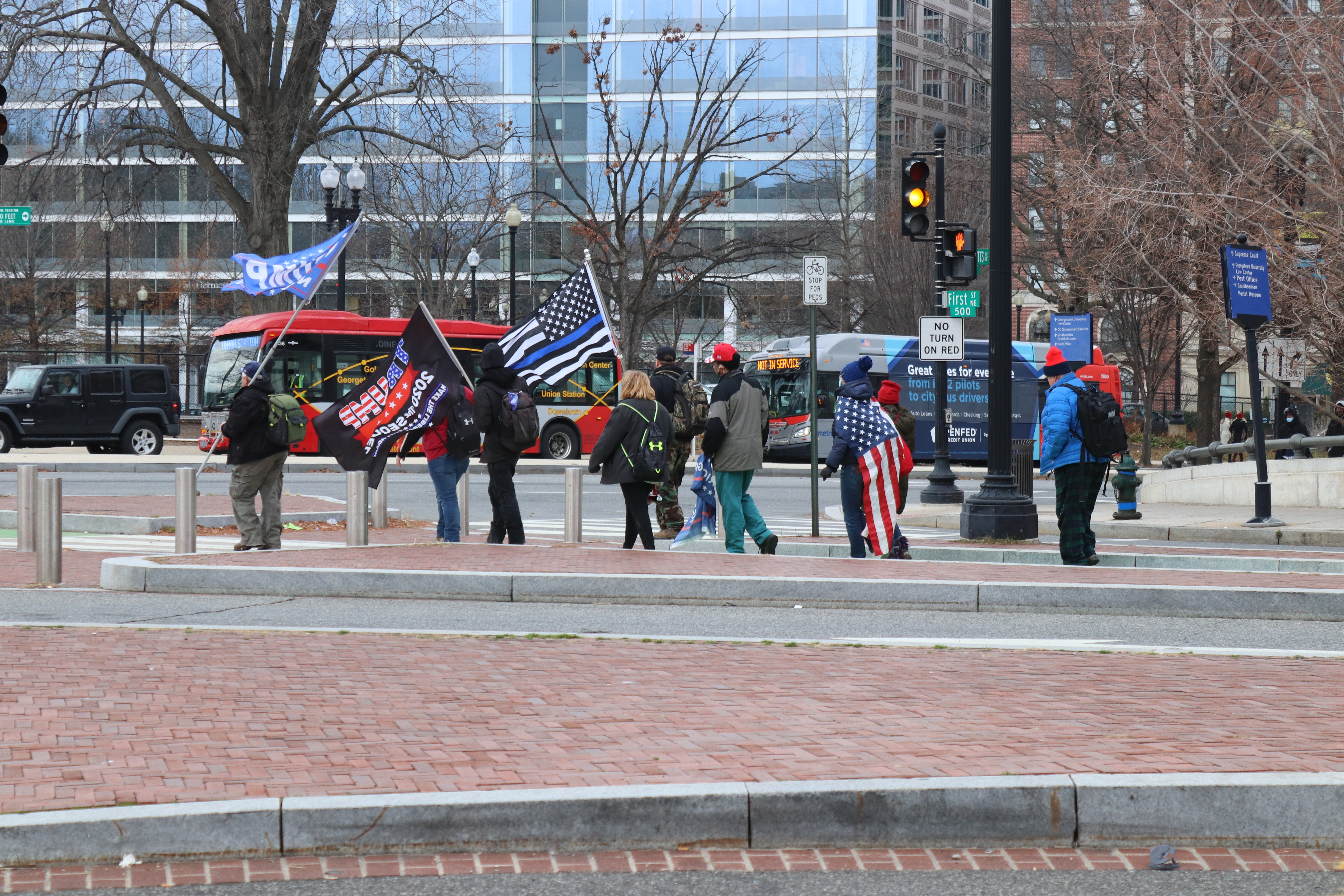
Manifestantes en Union Station el miércoles por la mañana.

Los partidarios de Trump se reunieron en la Elipse para escuchar los discursos de Trump, Rudy Giuliani y otros. Los manifestantes rodearon el Monumento a Washington. Varias personas dieron discursos sobre The Ellipse, incluido el asesor de Trump, Rudy Giuliani, y el propio Trump. Mo Brooks fue uno de los oradores destacados en el mitin y habló alrededor de las 9 a. m., donde dijo: "Hoy es el día en que los patriotas estadounidenses comienzan a anotar nombres y patear traseros". Y más adelante: "¿Estás dispuesto a hacer lo que sea necesario para luchar por Estados Unidos? ¡Más fuerte! ¿Lucharás por Estados Unidos?" .
El representante Madison Cawthorn dijo: "Esta multitud tiene algo de lucha". La fundadora de Women for America First, Amy Kremer, dijo a los asistentes: "depende de ustedes y de mí salvar esta República" y les pidió que "sigan luchando". Los hijos de Trump, Donald Jr. y Eric, junto con la esposa de Eric, Lara Trump, también hablaron, nombrando y atacando verbalmente a los congresistas y senadores republicanos que no apoyaban el esfuerzo para impugnar el voto del Colegio Electoral, y prometiendo hacer campaña contra ellos en futuras elecciones primarias. Donald Jr. dijo de los legisladores republicanos: "Si vas a ser el cero y no el héroe, vamos a por ti".
Rudy Giuliani se dirigió a la multitud, repitiendo que las máquinas de votación utilizadas en las elecciones estaban «torcidas» y pidió «juicio para combatir». Trump pronunció un discurso desde detrás de una barrera de vidrio, atacando a los medios y pidiendo a Pence que revocase los resultados de las elecciones. También se dirigió a sus seguidores:
Nunca recuperarán nuestro país con debilidad. Tienen que mostrar fuerza y tienes que ser fuerte. Hemos venido a exigir que el Congreso haga lo correcto y solo cuente a los electores que han sido elegidos legalmente.

 Sé que todos los que están aquí pronto estarán marchando hacia el edificio del Capitolio para hacer oír sus voces de manera pacífica y patriótica hoy.
Eastman afirmó que las máquinas de votación contenían "carpetas secretas" que alteraban los resultados de la votación. A las 10:58, un contingente de los Proud Boys abandonó el mitin y marchó hacia el edificio del Capitolio.
En el mitin, Trump les dijo a sus partidarios que «luchen. Luchemos como en el infierno. Y si no luchas como en el infierno, ya no van a tener un país». Declaró que «vamos a intentar darles a los» republicanos «el tipo de orgullo y audacia que necesitan para recuperar nuestro país».
En el mitin, Trump también declaró que «nunca cederemos». Los hijos adultos de Trump, Donald Trump Jr. y Eric Trump, también se pronunciaron en contra de los congresistas y senadores republicanos que no apoyaban el esfuerzo por cambiar el voto del Colegio Electoral.

## Ataque al capitolio

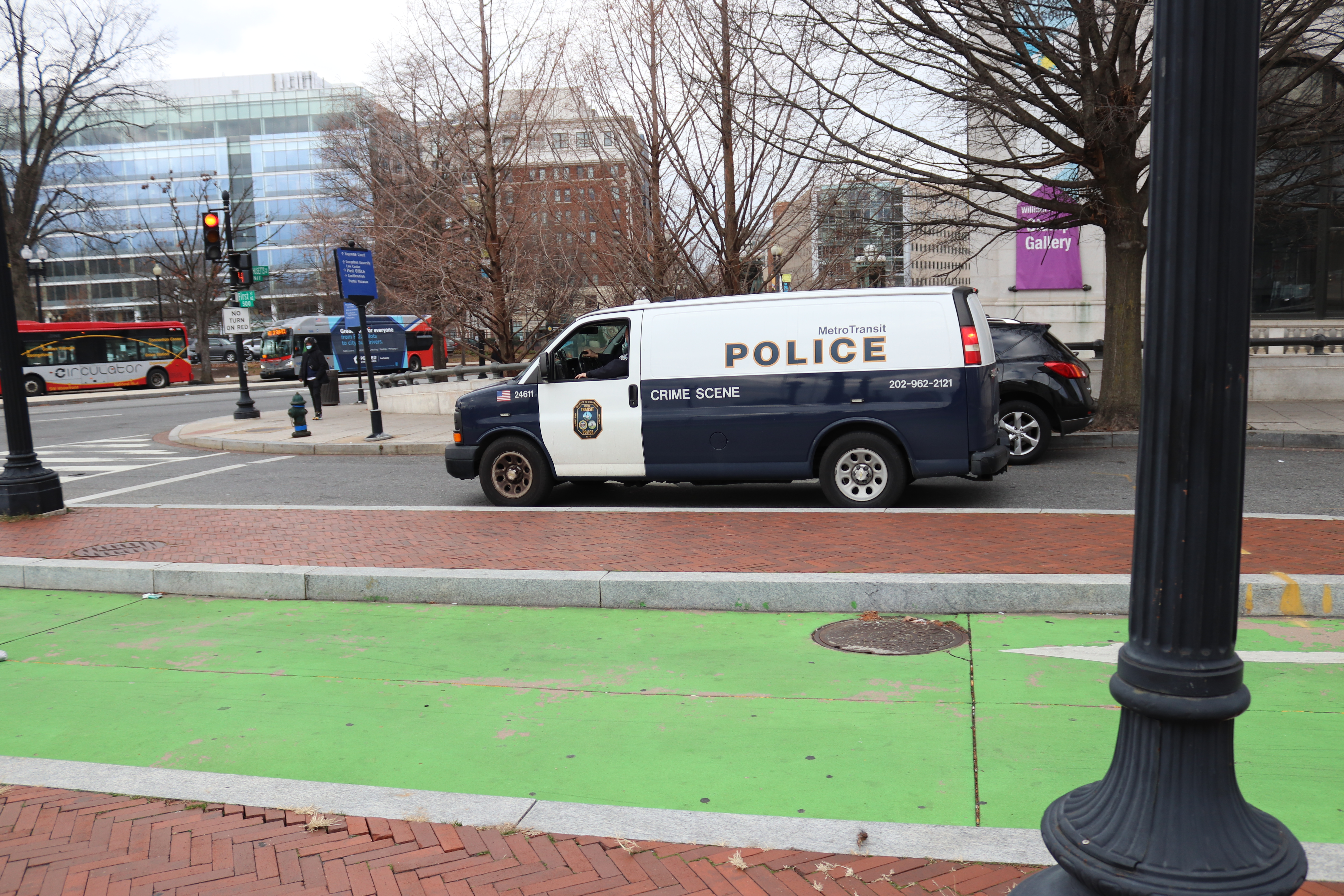
Una camioneta del Departamento de Policía de Tránsito del Metro espera afuera de la Galería Arthur M. Sackler a las 11:28 a. m. del 6 de enero.

Aproximadamente de las 01:00 p. m. a las 2:15 p. m. del 6 de enero de 2021, los manifestantes comenzaron el intento de tomar edificios del complejo del Capitolio de los Estados Unidos Algunos de los edificios fueron evacuados y los manifestantes traspasaron la seguridad para ingresar al Capitolio, incluido el National Statuary Hall. Después de violar el perímetro de seguridad, la mayoría de los manifestantes simplemente entraron al Capitolio a pie; otros usaron cuerdas y escaleras improvisadas para invadir el edificio y otros rompieron ventanas para entrar.
Después de la intrusión, todos los edificios del complejo fueron bloqueados, sin permitir la entrada o salida de los edificios. Se pidió a los que estaban dentro del edificio que se movieran a las oficinas y cerraran sus puertas y ventanas; a los que estaban afuera se les aconsejó «buscar refugio». A los miembros del Congreso dentro de la Cámara se les pidió que se pusieran máscaras de gas después de que las fuerzas del orden comenzaron a usar gas lacrimógeno dentro del edificio. Algunos miembros del personal se apresuraron a rescatar cajas de votos sellados de los colegios electorales para evitar que los manifestantes los dañen.
ABC News informó que se realizaron disparos dentro del edificio del Capitolio y que hubo un enfrentamiento armado en la puerta principal de las cámaras de la Cámara. Después de que los manifestantes irrumpieron en el Capitolio, varios oficiales de policía sacaron sus armas dentro de la cámara de la Cámara de Representantes y los apuntaron hacia las puertas de la cámara, que estaban barricadas con muebles. En una escalera, un oficial le disparó a un hombre que estaba frente él.
Ashli Babbitt, una veterana de la Fuerza Aérea, recibió un disparo dentro del Capitolio por parte de la policía detrás de la cámara de la Cámara y murió a causa de sus heridas. Un funcionario policial le dijo a The Washington Post que la policía cree que la fallecida estaba desarmada, pero el oficial que disparó el fatal tiro no lo sabía en ese momento.

#### Daños al patrimonio
Los manifestantes irrumpieron en las oficinas de la presidenta de la Cámara de Representantes Nancy Pelosi, voltearon mesas y arrancaron fotos de las paredes. Los oficiales de policía del Capitolio informaron que el edificio había sido «destrozado». Los observadores vieron «escombros, basura, todo en los ascensores, cosas derribadas, postes derribados» en todas las partes del edificio. Las ventanas de vidrio se rompieron en el Salón Nacional de las Estatuas. Los manifestantes ahuyentaron a los reporteros del lugar. Varios oficiales resultaron heridos durante los enfrentamientos en el Capitolio.
No obstante, a pesar de la violencia que reflejaron las imágenes emitidas por los medios de comunicación, los daños patrimoniales fueron limitados. Una estatua del expresidente Zachary Taylor ubicada en uno de los pasillos fue salpicada por un líquido rojo, en apariencia sangre. El gas pimienta, los gases lacrimógenos y los extintores contraincendios usados en el interior tanto por los asaltantes como por las fuerzas de seguridad impregnaron algunas obras sin causar grandes daños. Varios objetos fueron sustraídos por los manifestantes. Entre ellos, un pergamino con caracteres chinos, un cuadro con una imagen del Dalai Lama y un atril de la presidenta de la Cámara de Representantes, Nancy Pelosi, que el ladrón intentó subastar más tarde por eBay. Además, dos lámparas exteriores de finales del siglo XIX diseñadas por el creador de los jardines de la sede, Frederick Law Olmsted, fueron destrozadas.

#### Respuesta
Aproximadamente a las 2:31 p. m., la alcaldesa de Washington D. C., Muriel Bowser, ordenó un toque de queda que entraría en vigor esa noche a partir de las 6 p. m. Ralph Northam, gobernador de Virginia también emitió un toque de queda para los condados cercanos de Alexandria y Arlington en Virginia.
Northam envió miembros de la Guardia Nacional de Virginia y 200 efectivos de la Policía Estatal de Virginia para apoyar a las fuerzas del orden de Washington D. C. El gobernador de Maryland Larry Hogan también anunció que enviaría a la Policía Estatal de Maryland y a la Guardia Nacional de Maryland. El secretario del Ejército Ryan McCarthy y el secretario interino de Defensa Christopher Miller, decidieron desplegar toda la fuerza de 1100 efectivos de la Guardia Nacional del Distrito de Columbia para aplacar la violencia. Aproximadamente a las 3:45 p. m., Miller habló con Pence, Pelosi, McConnell y Schumer, y ordenó a la Guardia Nacional y otros «apoyos adicionales» para responder a los disturbios. La orden de enviar a la Guardia Nacional fue aprobada por el vicepresidente Pence. Según The New York Times, no estaba «claro» por qué no fue Trump quien aprobó el despliegue.
La policía del Capitolio desplegó granadas de humo en el lado del Senado del Capitolio para sacar a los manifestantes del edificio. Agentes del FBI y del Departamento de Seguridad Nacional con equipo antidisturbios ingresaron al edificio de oficinas del Senado Dirksen alrededor de las 4:30 p. m.
El gobernador de Nueva Jersey, Phil Murphy, anunció a las 4:57 p. m. que efectivos de la Policía Estatal de Nueva Jersey se estaban desplegando en el Distrito de Columbia a pedido de los funcionarios de DC, y que la Guardia Nacional de Nueva Jersey estaba preparada para su despliegue si fuera necesario. Poco antes de las 5 p. m., se informó que los líderes del Congreso estaban siendo evacuados del complejo del Capitolio a Fort McNair, una base militar cercana. Alrededor de las 5:40 p. m., el Sargento de Armas anunció que el Capitolio había sido asegurado.

#### Dispositivos explosivos improvisados
Se encontraron artefactos explosivos improvisados en varios lugares de Washington D. C. Se descubrió un artefacto sospechoso de ser una bomba de tubo en un edificio que contiene las oficinas del Comité Nacional Republicano (RNC). Se encontró otra supuesta bomba de tubería en los terrenos del complejo del Capitolio. La sede del Comité Nacional Demócrata (DNC) fue evacuada luego de que se encontró un paquete sospechoso, que luego se informó que era una bomba casera. Tanto el edificio de la RNC como la sede de la DNC están a pocas cuadras del Capitolio. Los dispositivos encontrados en el edificio de la RNC y en los terrenos del Capitolio fueron detonados de manera segura por escuadrones de bombas en la tarde del 6 de enero. Los funcionarios no estaban seguros de si los dispositivos estaban operativos.
Cerca de una bomba se encontró un vehículo que contenía un rifle y cócteles Molotov y se detuvo a una persona. La policía de D.C. también informó que se había descubierto una hielera de cócteles Molotov.

#### Repercusiones
Mientras la policía continuaba tratando de alejar a los manifestantes del Capitolio, las protestas continuaron y algunos se movilizaron fuera del área de Capitol Hill. Se informó de algunos ataques verbales y físicos a periodistas, y los manifestantes calificaron a los medios de comunicación de «noticias falsas».
A las 6:08 p. m., la policía había arrestado al menos a trece personas y confiscado cinco armas de fuego durante los sucesos de la jornada. Aunque el alcalde Bowser había ordenado un toque de queda desde las 6 p. m., fue ignorado en gran medida, y cientos de manifestantes permanecieron en el área del Capitolio. A las 10:30 p. m., 47 personas más habían sido arrestadas por no respetar el toque de queda. Al menos seis personas fueron hospitalizadas por lesiones relacionadas con los hechos del 6 de enero, incluido un agente del orden. 174 agentes del Departamento de Policía Metropolitana resultaron heridos, incluyendo 15 hospitalizaciones. Murieron 5 personas durante el asalto y días posteriores; una recibió un disparo en el edificio del Capitolio por parte de la policía, otros tres murieron por emergencias médicas y la quinta víctima, un agente de policía, falleció más tarde debido a heridas provocadas durante el incidente. En un plazo de 7 meses tras el asalto, 4 policías perdieron la vida por suicidio.
Se informó que 2700 soldados de la Guardia Nacional de Washington D. C. y 650 soldados de la Guardia Nacional de Virginia serían enviados a Washington D. C., la noche del 6 de enero. En la noche del 6 de enero, el alcalde Bowser emitió una orden ampliando el emergencia pública en Washington D. C. durante 15 días, escribiendo en el orden que esperaba que algunas personas «continuaran sus protestas violentas durante la juramentación».
Varios servicios de inteligencia de la OTAN informaron a sus gobiernos de que los incidentes formaban parte de un intento de golpe de Estado perpetrado por el presidente Trump con posible apoyo de miembros de los organismos de seguridad federales.

#### Finalización del recuento de votos electorales

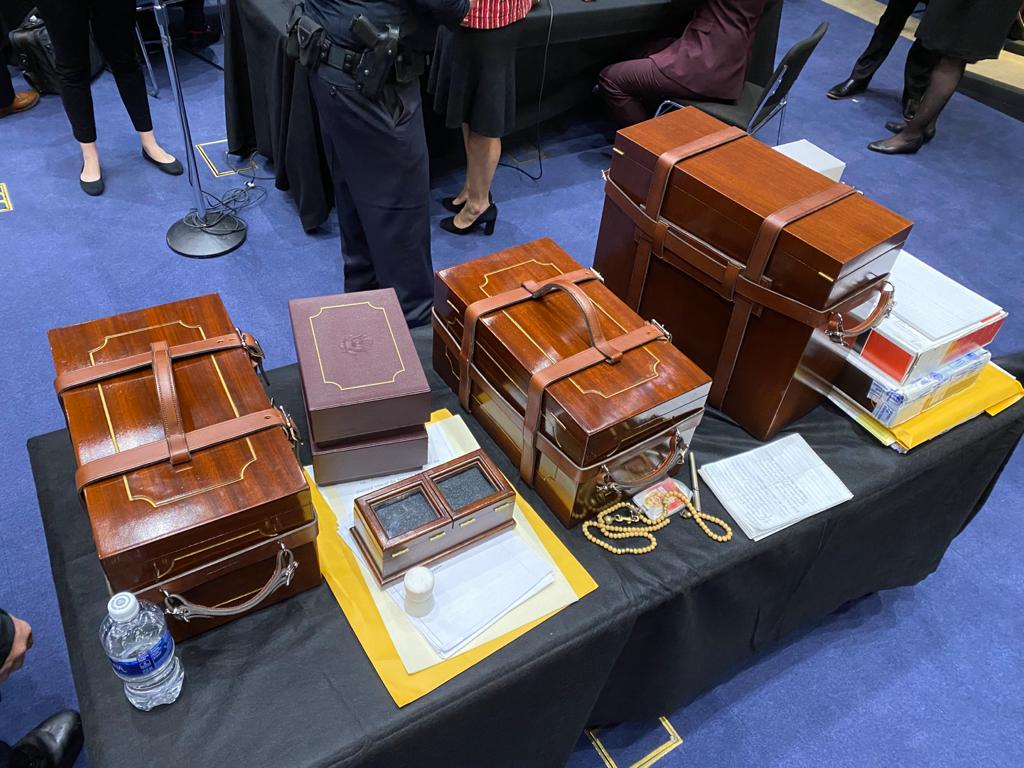
El personal del Congreso retiró los certificados del Colegio Electoral del Capitolio cuando fue evacuado.

El Congreso volvió a reunirse después de que se despejó el Capitolio, y el Senado reanudó su sesión a las 8 p. m. EST, el 6 de enero de 2021. La presidenta de la Cámara, Pelosi, dijo que el ataque al Capitolio «no nos disuadiría de nuestra responsabilidad de validar la elección de Joe Biden» y que tomó la decisión de volver a reunirse esa misma noche después de consultar con otros líderes de la Cámara, el Pentágono, el Departamento de Justicia y Mike Pence. El líder saliente de la mayoría del Senado, Mitch McConnell, calificó el asalto del Capitolio como una «insurrección fallida» y dijo que «estamos de regreso en nuestros puestos, cumpliremos con nuestro deber bajo la Constitución y para nuestra nación. Y lo haremos esta noche».
A las 11:08 p. m., la Cámara de Representantes también rechazó la moción por un margen de 303-121. Todos los «sí» vinieron de los republicanos, mientras que los «no» estaban compuestos por 83 republicanos y 220 demócratas. Otra objeción fue planteada por el representante republicano Scott Perry de Pensilvania y el senador Josh Hawley de Misuri a la lista de electores de Pensilvania, lo que provocó otra división de dos horas en la sesión conjunta para debatir la objeción. A las 12:30 a. m.
El 7 de enero el Senado también rechazó esta objeción por 92-7 votos, con las mismas personas votando de la misma manera que antes, con la excepción de los senadores Cynthia Lummis y Rick Scott votando a favor y John N. Kennedy votando en contra. A las 3:08 a. m. la Cámara de Representantes rechazó de manera similar la moción para sostener la objeción por un margen de 282-138. Nuevamente, todos los votos a favor fueron republicanos, mientras que esta vez solo 64 republicanos votaron en contra y 218 demócratas votaron en contra. A las 3:41 a. m., el Congreso confirmó el resultado de la votación del Colegio Electoral, los 306 votos de Biden contra los 232 de Trump, y Pence declaró que Biden y Harris tomarían posesión el 20 de enero; (desde ese momento, las redes estallaron contra Mike Pence tildandolo de cobarde y traidor).

## Fuera del Distrito de Columbia

### Capitolios de estado
Varios capitolios estatales cerraron por razones de seguridad después del asalto al Capitolio en Washington. Varios estados también experimentaron protestas y disturbios.
Once personas fueron arrestadas en Sacramento, capital de California, por posesión ilegal de gas pimienta. No se dio la noticia de heridos, pero hubo al menos un asalto comunicado. Se cerraron varias carreteras en el centro de Sacramento y se detuvieron algunas líneas de autobús, con más de 200 policías asignados a la manifestación. Algunos miembros de la multitud llevaban camisetas de apoyo a los Proud Boys.
Los miembros de la milicia en Georgia también intentaron tomar el Capitolio del Estado de Georgia, lo que provocó la evacuación del secretario de Estado de Georgia Brad Raffensperger, y otros funcionarios. Aproximadamente a las 3:15 p. m. del 6 de enero de 2021, se informó que la mayoría de la manifestación se había disuelto fuera del Capitolio de Georgia.
Las protestas tuvieron lugar dentro del Capitolio del Estado de Kansas. Un guardia de seguridad del capitolio declaró que a los manifestantes se les permitió entrar a la rotonda, ya que tenían permiso para protestar allí.
Un mitin de «Storm the Capitol» en Saint Paul, Minnesota, fue recibido por aproximadamente 30 policías estatales de Minnesota y no traspasó el Capitolio estatal. Los manifestantes luego marcharon hacia la residencia del gobernador. A pesar de no ingresar al capitolio de Minnesota, los manifestantes vitorearon al enterarse de que los manifestantes en Washington habían ingresado al Capitolio de los Estados Unidos.
Manifestantes y contramanifestantes se manifestaron en el Capitolio del Estado de Ohio en Columbus. Se informó de un breve incidente violento.
Los manifestantes en Lincoln, Nebraska, se reunieron frente al capitolio estatal durante la apertura de la nueva sesión de la Legislatura de Nebraska.
El Capitolio del Estado de Oklahoma en la ciudad de Oklahoma fue el escenario de otra protesta. Se realizó un arresto por cargos de intento de incendio provocado, así como de asalto y agresión por intentar prender fuego a las banderas de otras personas. La protesta se contó por centenares y por lo demás fue pacífica. También se formó una multitud en Carson City, Nevada.
Dos legisladores de Tennessee realizaron un mitin de oración en Legislative Plaza en Nashville. La multitud ascendía a unas 150 personas.
Los manifestantes en Olympia (Washington), se dirigieron al jardín delantero de la Mansión del Gobernador de Washington.

### Otras ciudades de Estados Unidos
Varios cientos de manifestantes se reunieron frente al Hotel Ahern en Las Vegas, Nevada. La protesta se extendió hasta Las Vegas Boulevard mientras los manifestantes marchaban hacia el tribunal federal de Lloyd D. George.
También hubo protestas en el área de Los Ángeles, incluso en la sede del Departamento de Policía de Los Ángeles, en Beverly Hills y Newport Beach. Se informó de un incidente en el que un manifestante roció a un contramanifestante con un irritante químico.

### Canadá
También se llevaron a cabo manifestaciones en apoyo a Donald Trump en Canadá, con pequeñas reuniones en Toronto, Vancouver y Calgary. En el mitin de Vancouver, el fotoperiodista de CBC Ben Nelms fue agredido por uno de los manifestantes.

### Japón
En Japón, unos cientos de personas se manifestaron en apoyo de Trump en Tokio, y varias personas portaban la bandera de los Estados Unidos y la bandera del sol naciente. La reunión en Tokio fue respaldada por el movimiento religioso Happy Science y tuvo lugar varias horas antes de la manifestación en Washington D. C.

## Reacciones

### Donald Trump
El 6 de enero de 2021, Trump tuiteó a las 2:38 p. m.: «Por favor, apoyen a nuestra Policía del Capitolio y las fuerzas del orden. Ellos realmente están del lado de nuestro país. ¡Manténgase en paz!». Trump tuiteó más tarde a las 3:13 p. m., «Estoy pidiendo a todos en el Capitolio de los Estados Unidos que permanezcan en paz. ¡Sin violencia! Recuerde, NOSOTROS somos el Partido de la Ley y el Orden, respete la Ley y nuestros grandes hombres y mujeres de Azul. ¡Gracias!». A las 4:22 p. m., Trump emitió un mensaje en vídeo instando a sus seguidores a «irse a casa en paz» y diciéndoles «los amamos, son muy especiales».
Trump tuiteó más tarde: «Estas son las cosas y eventos que suceden cuando una sagrada victoria electoral aplastante es despojada de manera tan brutal y sin ceremonias de los grandes patriotas que han sido maltratados e injustamente durante tanto tiempo». Luego hizo un llamado: «Vete a casa con amor y en paz. ¡Recuerda este día para siempre!». Un asesor de Trump dijo que Trump no quería calmar los disturbios.
Poco después de la carga, Twitter, Facebook y YouTube eliminaron el mensaje de vídeo de Donald Trump por violar las políticas del sitio sobre «integridad civil» y desinformación electoral. El ejecutivo de Facebook Guy Rosen declaró que el vídeo fue eliminado porque «contribuye, más que disminuye, el riesgo de violencia continua». En la noche del 6 de enero, Twitter bloqueó la cuenta de Twitter de Trump durante doce horas por «violaciones repetidas y graves de nuestra política de integridad cívica» y amenazó con una suspensión permanente en caso de que se estas se repitieran. Twitter también le exigió que eliminara tres de sus tuits. Más tarde, el 8 de enero, su cuenta fue suspendida de manera permanente por el «riesgo de futura incitación a la violencia».
Al día siguiente, Facebook y sus plataformas, incluida Instagram, anunciaron que habían prohibido a Trump de forma indefinida, al menos hasta que Trump renunciara a la presidencia. El director ejecutivo de Facebook, Mark Zuckerberg, escribió: «Los impactantes acontecimientos de las últimas 24 horas demuestran claramente que el presidente Donald Trump tiene la intención de utilizar el tiempo que le queda en el cargo para socavar la transición pacífica y legal del poder a su sucesor electo». Poco después de que el Congreso certificara la victoria de Biden, el portavoz de Trump, Dan Scavino, emitió una declaración de Trump diciendo: «Aunque estoy totalmente en desacuerdo con el resultado de las elecciones y los hechos me confirman, sin embargo, habrá una transición ordenada el 20 de enero. siempre he dicho que continuaríamos nuestra lucha para asegurarnos de que solo se contaran los votos legales. Si bien esto representa el final del mejor primer mandato en la historia presidencial, ¡es solo el comienzo de nuestra lucha para hacer que Estados Unidos vuelva a ser grande!».
Bajo la presión de su propia administración, Trump condenó el asalto y se comprometió a una «transición ordenada» de poder en una declaración después de la violencia.
En una declaración en vídeo publicada el 7 de enero, Trump condenó la violencia en el Capitolio, diciendo que "se inaugurará una nueva administración", lo que fue ampliamente visto como una concesión, y que su "enfoque ahora se centra en garantizar una gestión fluida y ordenada y transición fluida del poder "a la administración Biden.
Vanity Fair informó que Trump fue convencido al menos parcialmente de hacerlo por el senador Lindsey Graham (R-SC), quien le dijo a Trump que un número suficiente de republicanos del Senado apoyaría su destitución de su cargo a menos que concediera. La secretaria de prensa de la Casa Blanca, Kayleigh McEnany, había intentado distanciar a la administración del comportamiento de los alborotadores en una declaración televisada ese mismo día.
El 9 de enero, The New York Times informó que Trump había dicho a los ayudantes de la Casa Blanca que lamentaba haberse comprometido con una transición ordenada del poder y que nunca renunciaría a su cargo. El reconocimiento de Trump de su derrota electoral se encontró con la oposición y las dudas de algunos de sus partidarios. Los comentaristas políticos pro-Trump y de extrema derecha Nick Fuentes y Cassandra Fairbanks dijeron que Trump había "arrojado a sus partidarios debajo del autobús", mientras que los teóricos de la conspiración de QAnon realizaron una lectura numerológica de las marcas de tiempo en la declaración de vídeo de Trump y consideraron que había un secreto mensaje codificado; Político destacó que los usuarios de Parler que anteriormente eran partidarios de Trump lo llamaban un "consolador". 
Axios informó que Trump habló con Kevin McCarthy el 11 de enero y le dijo a McCarthy que "la gente de Antifa" había irrumpido en el Capitolio; McCarthy le dijo "es MAGA. Lo sé. Estuve allí". Trump también se quejó a McCarthy sobre el fraude electoral, lo que provocó que McCarthy respondiera "la elección ha terminado".
El 12 de enero, en su primera aparición pública desde los disturbios en el Capitolio, Trump condenó la violencia pero negó ser responsable de incitar a la turba y afirmó que sus comentarios en la manifestación eran "totalmente apropiados".

### Melania Trump
El 11 de enero, Melania Trump (por entonces la primera dama) condenó "la violencia que ha ocurrido en el Capitolio de nuestra Nación" y dijo que "la violencia nunca es aceptable". Su declaración también se quejó de las críticas no especificadas hacia ella, diciendo: "Me parece vergonzoso que en torno a estos sucesos trágicos haya habido chismes lascivos, ataques personales injustificados y acusaciones falsas y engañosas sobre mí, de personas que buscan, son relevantes y tienen una agenda".
Cuando se produjo el asalto al Capitolio, Melania Trump estaba realizando una sesión de fotos dentro de la Casa Blanca para un libro de mesa de café propuesto por ella misma sobre muebles y artículos decorativos que adquirió y restauró durante el mandato de su esposo. La declaración de la primera dama contenía líneas recicladas de su discurso de la Convención Nacional Republicana de 2020.

### Mike Pence
Pence tuiteó a las 3:35 p. m. EST: «Este ataque a nuestro Capitolio no será tolerado y los involucrados serán procesados con todo el peso de la ley».
Pence habló con el Senado cuando volvieron a reunirse la noche del 6 de enero, diciendo: «Hoy fue un día oscuro en el Capitolio de los Estados Unidos... Para aquellos que causaron estragos en nuestro Capitolio hoy, ustedes no ganaron. La violencia nunca gana».
Según fuentes cercanas al vicepresidente, Trump nunca se acercó a Pence ni le preguntó por su seguridad durante el motín, incluso cuando los manifestantes dentro del Capitolio lo buscaban y gritaban: "¿Dónde está Pence?". Los asistentes creían que Pence estaba siendo puesto como chivo expiatorio por el fracaso de Trump en anular los resultados de las elecciones. Pence fue descrito como muy enojado con Trump, y los dos no volvieron a hablar hasta el 11 de enero.

### Mike Pompeo
El 7 de enero, el Departamento de Estado pidió a los diplomáticos que ratificaran la victoria de Biden. El 8 de enero, el secretario (Mike Pompeo) se reunió con el secretario de Estado entrante, Antony Blinken.

### Joe Biden y Kamala Harris
A las 4:06 p. m. EST, el presidente electo Joe Biden se dirigió a la nación desde Wilmington, Delaware, calificando los sucesos de insurrección y sedición límite, y dijo que «nuestra democracia está bajo un asalto sin precedentes». Hizo un llamado a Trump para que apareciera en televisión nacional y exija el fin del asalto. Minutos después, la vicepresidenta electa Kamala Harris reiteró los comentarios de Biden, escribiendo que las protestas fueron un «asalto al Capitolio y a los servidores públicos de nuestra nación».

### Congreso
El líder de la minoría del Senado, Chuck Schumer, y la presidenta de la Cámara de Representantes, Nancy Pelosi, pidieron a Trump que «exija que todos los manifestantes abandonen el Capitolio de EE. UU. y los terrenos del Capitolio de inmediato». El 6 de enero, expresó: «oremos para que esta instigación a la violencia brinde una epifanía para que nuestro país sane».
En CSPAN, el representante de Estados Unidos Jamie Raskin dijo que después de la muerte de su hijo en la víspera de Año Nuevo, había llevado a su familia al Capitolio «para mostrarles una transferencia pacífica del poder». La representante Cori Bush tuiteó su intención de presentar una resolución pidiendo la expulsión de los «miembros republicanos del Congreso que han incitado este ataque interno con sus intentos de revocar las elecciones».
El representante republicano de Estados Unidos, Adam Kinzinger, entre otros, condenó la violencia y describió los hechos como un «intento de golpe». La congresista Liz Cheney, presidenta de la Conferencia Republicana de la Cámara de Representantes, dijo: «No hay duda de que el presidente formó la turba, el presidente incitó a la turba, el presidente se dirigió a la turba. Él encendió la llama». El representante Mike Gallagher comentó sobre los disturbios que «no había visto nada como esto desde que me desplegué en Irak». La representante Cathy McMorris Rodgers, quien había planeado oponerse a la certificación del voto electoral, anunció que ya no objetaría los resultados del Colegio Electoral después de presenciar los hechos «vergonzosos y antiestadunidenses» del 6 de enero. A ella se unieron los senadores Kelly Loeffler, Steve Daines, James Lankford, Marsha Blackburn, Mike Braun y Cynthia Lummis, quienes cambiaron de rumbo en el tema de impugnar el voto electoral después de presenciar los actos de los manifestantes. El senador Mitt Romney de Utah declaró: «Lo que sucedió hoy en el Capitolio de los Estados Unidos fue una insurrección, incitada por el presidente de los Estados Unidos» y parte de «un ataque sin precedentes a nuestra democracia».

### Otras reacciones

#### En contra de las protestas
Los cuatro expresidentes vivos —Barack Obama, George W. Bush, Bill Clinton y Jimmy Carter— denunciaron el asalto al Capitolio, y Obama y Clinton condenaron a Trump por su nombre por incitar a la violencia. Bush, que había comentado con poca frecuencia sobre asuntos nacionales desde que dejó el cargo en 2009, emitió un comunicado en el que decía «así es como se disputan los resultados electorales en una república bananera, no en nuestra república democrática», y agregó que estaba «consternado por el comportamiento imprudente de algunos líderes políticos desde las elecciones y por la falta de respeto mostrada hoy por nuestras instituciones, nuestras tradiciones y nuestra aplicación de la ley». Obama escribió que «la historia recordará con razón la violencia de hoy en el Capitolio, incitada por un presidente en funciones, que ha seguido mintiendo sobre el resultado de una elección legal, como un momento de gran deshonra y vergüenza para nuestra nación», pero que la violencia, dada la campaña de dos meses de «un partido político y el ecosistema de medios que lo acompaña» para promover una «narrativa de fantasía» que «se ha alejado cada vez más de la realidad... se ha convertido en un crescendo violento».
Hillary Clinton escribió que «hoy, los terroristas nacionales atacaron una base de nuestra democracia: la transferencia pacífica del poder después de elecciones libres. Debemos restablecer el estado de derecho y hacerlos responsables».
La procuradora general del estado de Nueva York, Letitia James, dijo: «El intento de golpe iniciado por el presidente saliente Trump ha sido despreciable».
William Barr, exfiscal general de Trump, denunció la violencia y la calificó de «indignante y despreciable». Jim Mattis, un exgeneral de la Infantería de Marina y primer secretario de Defensa de Trump, escribió: «El violento asalto de hoy a nuestro Capitolio, un esfuerzo por subyugar la democracia estadounidense mediante el gobierno de la mafia, fue fomentado por Trump. Su uso de la Presidencia para destruir la confianza en Nuestra elección y envenenar nuestro respeto por los conciudadanos ha sido posibilitada por pseudolíderes políticos cuyos nombres vivirán en la infamia como perfiles en la cobardía». Mattis escribió que la nación superaría «esta mancha», pero Trump «merecidamente se quedará como un hombre sin país». El primer asesor de seguridad nacional de Trump, Tom Bossert, condenó el ataque de la mafia como «incorrecto e ilegal» y «antiestadounidense» y escribió que Trump era culpable porque «había socavado sin fundamento la democracia estadounidense durante meses».
Ivanka Trump, la hija mayor del presidente, fue criticada por llamar a los manifestantes «patriotas estadounidenses» en un tuit ahora eliminado que instaba públicamente al cese de la violencia. Terry Gainer, exjefe de la Policía del Capitolio de EE. UU. Y exsargento de armas del Senado, describió las protestas como sin precedentes en la aplicación de la ley y declaró que «esta es una multitud mucho más odiosa incitada por el propio presidente. Definitivamente es algo nuevo en negocio».
Ted Cruz condenó la protesta e instó a las personas que asaltaron el Capitolio a que se detuvieran. Además, afirmó: «La violencia es siempre inaceptable. Incluso cuando las pasiones son altas. Cualquier persona involucrada en la violencia —especialmente contra las fuerzas del orden público— debe ser procesada en su totalidad».
La exembajadora de Estados Unidos ante las Naciones Unidas Nikki Haley, declaró que «todo estadounidense tiene derecho a protestar pacíficamente. Lo que está sucediendo ahora mismo en el edificio del Capitolio de Estados Unidos está mal y es antiestadounidense. Somos mejores que eso».
El exjefe de gabinete de Trump de la Casa Blanca, Mick Mulvaney, instó al presidente a detener el asalto al Capitolio.

### Críticas a la cobertura de los medios
La presentadora de Fox News, Martha MacCallum, después de que los alborotadores penetraran en los terrenos del Capitolio, inicialmente expresó su apoyo y comentó en el aire que «esta es una gran victoria para estos manifestantes. ¡Han perturbado el sistema de una manera enorme!» MacCallum luego se retractó, calificando las imágenes de «crudas y tan perturbadoras».
Derrick Evans, un miembro recién elegido de la Cámara de Delegados de Virginia Occidental, viajó a Washington para participar en la protesta. Durante el estallido de los disturbios, Evans se filmó a sí mismo violando los terrenos del Capitolio junto a otros alborotadores, gritando: «¡Estamos adentro! ¡Estamos adentro! ¡Derrick Evans está en el Capitolio!» El vídeo se subió a Internet y se difundió rápidamente, a pesar de que se eliminó poco después. Evans posteriormente negó estar involucrado en cualquier destrucción de propiedad que tuvo lugar durante el motín, alegando que él estaba «simplemente allí como un miembro independiente de los medios de comunicación para filmar la historia». Sus acciones fueron condenadas por el presidente de la Cámara de Representantes de Virginia Occidental, Roger Hanshaw; el líder de la minoría de la Cámara de Representantes de Virginia Occidental, Doug Skaff; el senador estadounidense Joe Manchin y el gobernador de Virginia Occidental, Jim Justice.
El Sargento de Armas del Partido Republicano de Texas fue destituido tras expresar su apoyo a los alborotadores en Facebook.
El 7 de enero de 2021, en su programa de Fox News The Ingraham Angle, la presentadora de radio y televisión estadounidense Laura Ingraham criticó lo que percibió como un doble rasero en la cobertura de los medios sobre el asalto al Capitolio en comparación con la cobertura de las manifestaciones de Black Lives Matter en 2020, alegando que "la violencia, por cierto, continuó durante todo el verano, con muchos de los matones envalentonados cuando los medios de comunicación retiraron sus cámaras".
También el 7 de enero, David Bauder, un escritor de Associated Press, criticó la cobertura de los medios conservadores sobre el asalto, diciendo que mientras que "los medios de comunicación que apelan a los conservadores ofrecieron condenas, explicaciones y desviaciones luego de la revuelta en el Capitolio de los Estados Unidos por parte de los partidarios del presidente Donald Trump", también ofrecieron "poca introspección".

### Renuncias de la Casa Blanca
Stephanie Grisham, jefa de personal de la primera dama Melania Trump, y Sarah Matthews, subsecretaria de prensa de la Casa Blanca, renunciaron en protesta el día del asalto al Capitolio. CNN informó de que varios ayudantes de Trump estaban considerando renunciar, incluidos Robert O'Brien, Matt Pottinger y Chris Liddell.

### Apoyo para juicio político o destitución
Más de tres docenas de políticos demócratas, en su mayoría miembros de la Cámara,pidieron un juicio político y la destitución de Trump por parte del Congreso, citando su papel en la incitación a los disturbios; los que pedían la destitución de Trump abarcaban el espectro ideológico del partido. El senador demócrata Ed Markey de Massachusetts y el gobernador J.B. Pritzker de Illinois, ambos demócratas, también pidieron que se impugnara a Trump, mientras que el vicegobernador de Maryland, Boyd Rutherford, también describió la conducta de Trump como impugnable. Un gobernador republicano, Phil Scott de Vermont, pidió la destitución de Trump.
Los representantes Ted Lieu, Charlie Crist y Doris Matsui pidieron al vicepresidente Mike Pence que destituya a Trump mediante la vigesimoquinta Enmienda a la Constitución de los Estados Unidos. La Asociación Nacional de Fabricantes también solicitó a Pence que «considere seriamente» invocar la 25.ª enmienda.
Yoni Appelbaum, de The Atlantic, pidió el juicio político de Trump por segunda vez. Varios comentaristas conservadores, incluidos Rod Dreher, Daniel Larison y John Podhoretz, expresaron su apoyo al juicio político y la destitución de Trump. Al calificar el asalto armado del Capitolio como un «acto de sedición», el consejo editorial de The Washington Post escribió que la «permanencia en el cargo de Trump representa una grave amenaza para la democracia estadounidense», así como para el orden público y la seguridad nacional, y pidió a Pence comenzar inmediatamente el proceso de la 25.ª Enmienda para declarar a Trump «incapaz de cumplir con los poderes y deberes de su cargo», para que Pence pueda servir hasta la toma de posesión de Biden el 20 de enero.
En la noche del 6 de enero, algunos miembros del gabinete estaban teniendo discusiones tempranas sobre la posibilidad de invocar la 25.ª enmienda para destituir a Trump.

### Escrutinio de los fallos de seguridad del Capitolio
El hecho de que las fuerzas del orden no impidieran que los manifestantes entraran en el Capitolio fue una falla de seguridad importante que atrajo el escrutinio de los 1700 efectivos de la Policía del Capitolio y de otras agencias policiales involucradas. Antes del asalto al Capitolio, las barreras erigidas eran bajas y la mayoría de los oficiales vestían uniformes regulares en lugar de equipo antidisturbios, con el objetivo de gestionar una protesta en lugar de disuadir un ataque. Los expertos policiales criticaron la preparación y la respuesta inicial de la Policía del Capitolio, afirmando que la agencia había subestimado la amenaza potencial de los partidarios de Trump; imprudentemente permitió que los alborotadores se reunieran en los escalones del Capitolio; y no arrestó inmediatamente a los alborotadores, ni respondió al desorden, después de que forzaron la entrada. The Washington Post informó de que la policía del Capitolio fue tomada por sorpresa por una multitud abrumadora y no tenía el personal para detener de inmediato a todos los intrusos. Parte de la escasez de personal se atribuyó a los agentes que fueron puestos en cuarentena después de haber sido infectados o expuestos al virus del COVID-19.
El representante Tim Ryan (D-OH), presidente del Subcomité de Asignaciones de la Cámara en el Poder Legislativo (que tiene autoridad presupuestaria sobre la Policía del Capitolio), anunció que comenzaría una investigación sobre las fallas de seguridad que permitieron que la turba violenta invadiera el Capitolio e irrumpiera en las cámaras legislativas. Ryan indicó que esperaba que algunos líderes de la Policía del Capitolio fueran despedidos y citó una «falta de planificación y trato profesional» y «errores estratégicos» antes de «la insurrección y el intento de golpe».
Las fallas en la aplicación de la ley que permitieron el asalto al Capitolio llevaron al Servicio Secreto de los Estados Unidos a iniciar una revisión de sus planes de seguridad para la juramentación el 20 de enero de 2021.

### Opinión ciudadana
Un sondeo de opinión de YouGov hizo una encuesta a los votantes registrados y encontró que, en general, el 71 % se opuso al asalto del Capitolio (mientras que el 21 % lo apoyó) y el 62 % creía que el asalto debería considerarse una amenaza para la democracia. Entre los republicanos, el 45 % de los republicanos apoyó el asalto, con el 43 % en contra. En contraste, el 96 % de los demócratas y el 67 % de los independientes se opusieron.

### Acusaciones de trato diferenciado

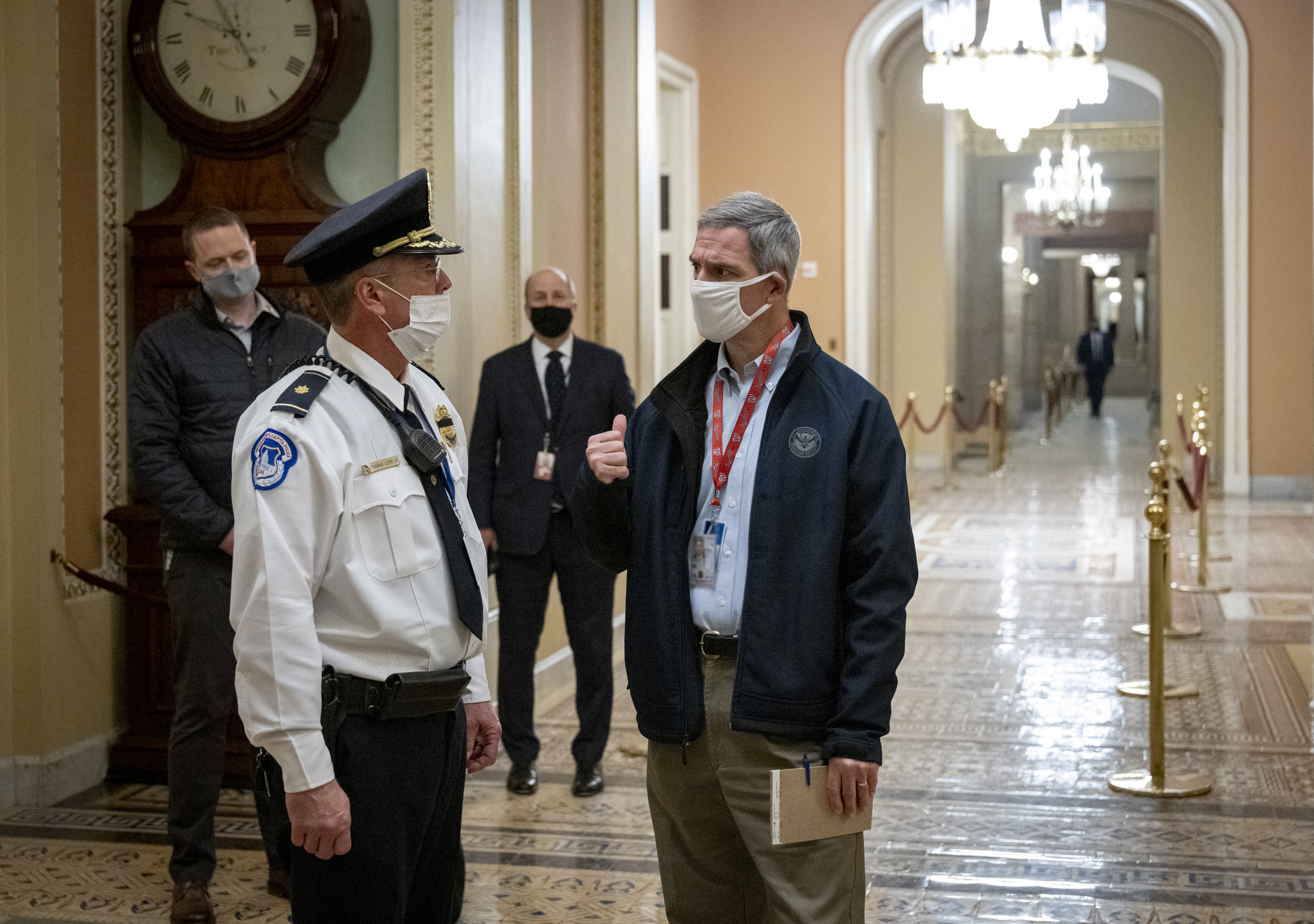
Ken Cuccinelli, subsecretario interino de Seguridad Nacional, recorriendo el Capitolio después de las protestas para examinar los daños

Los organizadores de derechos civiles y comentaristas políticos afirmaron que los grupos involucrados en protestas por injusticia racial en D.C. durante el verano anterior habían sido sometidos a tácticas y tratos mucho más duros que los que se habían utilizado contra los manifestantes que irrumpieron en el Capitolio. Varios medios de comunicación cubrieron publicaciones de usuarios en las redes sociales que afirmaban que, debido al privilegio blanco y masculino, la policía trataba a los manifestantes con más indulgencia que a las personas de color o discapacitadas, y muchos mencionaron el momento en el que un policía se tomó una selfie con un manifestante.
El representante de los Estados Unidos, Tim Ryan, dijo: "Si los negros estuvieran irrumpiendo en el Capitolio, habrían sido tratados de manera muy diferente a como son hoy. No creo que haya ninguna duda de que las comunidades de color se habrían manejado de manera muy, muy diferente".
La escritora Roxane Gay dijo que los manifestantes negros "estarían muertos frente al edificio del Capitolio" si se hubieran comportado de la misma manera que los partidarios de Trump. El periodista Adam Serwer yuxtapuso el fracaso de la Policía del Capitolio para prevenir el robo en el Capitolio con el uso de Trump de la frase "cuando comienza el saqueo, comienza el tiroteo" el año anterior. Phillip Atiba Goff, de la Universidad de Yale y el Center for Policing Equity, describió la movilización de la policía alrededor del Monumento a Washington y el Monumento a Lincoln mientras los manifestantes Black Lives Matter pasaban por delante en 2020 como "más militarista que cuando los supremacistas blancos armados nos dijeron que iban a asaltar el Capitolio para interrumpir la democracia ". Otros compararon el trato de los alborotadores pro-Trump con el trato violento de la Policía del Capitolio a los manifestantes discapacitados asociados con ADAPT en 2017, y las lesiones graves infligidas a los manifestantes pacíficos por otras fuerzas policiales con balas de goma y gases lacrimógenos durante las protestas de George Floyd. Citando disparidades en el uso de la fuerza en comparación con las recientes protestas de Black Lives Matter, el representante Jamaal Bowman propuso una legislación para investigar si los miembros de la Policía del Capitolio tienen vínculos con grupos supremacistas blancos.

### Posible propagación de COVID-19
Los expertos en salud pública han dicho que el asalto al Capitolio fue un posible evento de superpropagación de COVID-19. Pocos miembros de la multitud se cubrieron la cara, muchos venían de fuera de la ciudad, y pocos de los alborotadores fueron detenidos e identificados de inmediato. El Representante de primer año de los EE. UU, Jacob LaTurner (R-KS) dio positivo por COVID-19 después de que se levantó el cierre en la noche del 6 de enero y, como resultado, estuvo ausente de la Cámara cuando se reanudó la certificación del Colegio Electoral. Según los informes, hasta 200 miembros del personal del Congreso se refugiaron en varias habitaciones dentro del Capitolio, lo que aumenta aún más el riesgo de transmisión de COVID-19.
Brian Monahan, médico a cargo del Congreso, informó de que un miembro del Congreso que "estaba en aislamiento protector en una habitación ubicada en un gran espacio para audiencias del comité" durante el ataque de la mafia, algunos durante varias horas, pueden haber estado expuestos a otros con COVID. -19 virus; Monahan recomendó a los miembros que tomen medidas de protección, vigilen los síntomas y tomen una prueba PT-PCR de precaución. Un vídeo de miembros del Congreso que se refugian en el lugar muestra a un grupo de republicanos sin máscara, incluidos Andy Biggs (R-AZ), Michael Cloud (R-TX), Markwayne Mullin (R-OK) y Scott Perry (R-PA), negándose máscaras ofrecidas por la Representante Lisa Blunt Rochester (D-DE); Blunt Rochester escribió más tarde que estaba "decepcionada con mis colegas que se negaron a usar una máscara", pero "alentada por aquellos que sí lo hicieron". 
El Dr. Anthony Fauci, director del Instituto Nacional de Alergias y Enfermedades Infecciosas y miembro principal del Grupo de Trabajo sobre el Coronavirus de la Casa Blanca, dijo en una entrevista con WJLA-TV que los alborotadores "probablemente se pusieron en mayor riesgo porque esencialmente lo hicieron no adherirse a los fundamentos de la salud pública "para prevenir la propagación del COVID-19, como" el uso universal de máscaras, mantener la distancia física [y] evitar las multitudes en entornos congregados".
El día después del asalto al Capitolio, Eric Toner, un académico senior del Centro Johns Hopkins para la Seguridad de la Salud, dijo que el asalto al Capitolio fue "extraordinariamente peligroso" desde una perspectiva de salud pública. El activista estadounidense neonazi y supremacista blanco Tim "Baked Alaska" Gionet participó en los eventos del día, incluido el asalto al Capitolio, a pesar de un diagnóstico reciente de COVID-19.

### Internacional
- Santa Sede: el papa Francisco aseguró estar «asombrado» por los acontecimientos y dijo que "me asombró porque son personas tan disciplinadas en democracia". Continuó diciendo que "siempre hay algo que no está funcionando... (con) la gente tomando un camino contra la comunidad, contra la democracia, contra el bien común".[251]
- Alemania: el presidente Frank-Walter Steinmeier, pronunció un discurso en el palacio de Bellevue durante el cual calificó los disturbios como un ataque «al corazón de la democracia estadounidense» y dijo que los sucesos fueron «el resultado de mentiras y más mentiras, de división y desprecio por la democracia».[252]
  - El presidente del Bundestag, Wolfgang Schäuble, anunció que su oficina sacaría sus conclusiones de la violación del Capitolio de los Estados Unidos para la protección del Bundestag en Berlín y examinaría las mejoras a las precauciones de seguridad de su propio parlamento. A tal efecto, se ordenó a la embajada de Alemania en Washington D. C. que proporcionara un informe preciso sobre el incidente del Capitolio.[253]
  - La canciller federal Angela Merkel, aseveró que los sucesos acaecidos en Washington D. C. la dejaron «enojada y triste» y atribuyó la culpa al presidente Trump por no aceptar su derrota en las elecciones presidenciales, afirmando que tanto el bando ganador como el perdedor en las elecciones tenían que desempeñar su papel, «para que la democracia misma siga siendo la ganadora».[254]
  - El ministro de Relaciones Exteriores, Heiko Maas, declaró en Twitter: «Los enemigos de la democracia se regocijarán con estas imágenes incomprensibles de #WashingtonDC. Las palabras incendiarias se convierten en acciones violentas, en los escalones del Reichstag y ahora en el #Capitol».[255]
  - El colíder de Alternativa para Alemania, Tino Chrupalla, afirmó el compromiso de su partido con la democracia como el «principal objetivo político», y declaró que «Cualquiera que ataque violentamente a los parlamentos apunta al corazón de la democracia» y que «Eso es tanto en Berlín como en Washington D. C. o cualquier otro lugar del mundo».[256]
- China: el portavoz del Ministerio de Relaciones Exteriores, Hua Chunying, deseó estabilidad y seguridad a Estados Unidos. También acusó a los medios estadounidenses de un doble rasero al elogiar las protestas de Hong Kong pero criticar el asalto al Capitolio.[257] La Embajada de China en Washington D. C. emitió un comunicado instando a sus ciudadanos a ser cautelosos en la capital.[258]
- Nigeria: el expresidente Goodluck Jonathan criticó a Trump, diciendo que «la ambición política de nadie vale la sangre de ningún ciudadano, en cualquier parte del mundo».[259]
  - El exvicepresidente Atiku Abubakar afirmó que los acontecimientos del 6 de enero fueron «una lección que aprender: que las instituciones fuertes y no las personalidades fuertes son el baluarte de una rica cultura democrática».[260]
- México: el presidente Andrés Manuel López Obrador afirmó que «los conflictos deben resolverse pacíficamente» y que «no vamos a intervenir en estos asuntos, que son los estadounidenses los que deben resolver, tratar. Esa es nuestra política, eso es lo que puedo decir».[261]
- Irán: el presidente Hassan Rouhani dijo que Trump era una «persona enferma» que había causado problemas al mundo y que el incidente demostró la fragilidad de la democracia occidental.[262]
- Japón: El secretario jefe del gabinete japonés, Katsunobu Kato, dijo a los reporteros: «Esperamos una transferencia pacífica del poder» y además comentó: «Esperamos que la democracia estadounidense pueda superar esta difícil situación y que haya una transición pacífica y democrática con un retorno a la paz social y armonía».[263]
- Colombia: el presidente Iván Duque, dijo que «rechazamos los hechos de violencia vistos hoy durante el escrutinio del Colegio Electoral en el Congreso de los Estados Unidos y expreso mi solidaridad y apoyo a los honorables miembros del Congreso y a todas las instituciones estadounidenses».[264]
- República Dominicana: el Ministerio de Relaciones Exteriores expresó a través de su cuenta de Twitter que «el Gobierno dominicano condena los actos de violencia ocurridos esta tarde en el Capitolio de EE. UU., contrarios a su gran tradición democrática. Hacemos el más enérgico llamado al cese de la violencia y a la transferencia pacífica del poder».
- Ecuador: el presidente Lenín Moreno, dijo mediante su cuenta en Twitter que «rechazamos los actos de violencia perpetrados hoy en Washington. Debe respetarse el estado de derecho tradicional de EE. UU., la institucionalidad y las garantías al debido proceso. En democracia, el reconocimiento de la voluntad de los ciudadanos es imperativo».[265]
- Costa Rica: el Ministerio de Relaciones Exteriores dijo que «estamos siguiendo de cerca el desarrollo de los hechos y confiamos en las instituciones sólidas y democráticas de los Estados Unidos de América, así como en el respeto del estado de derecho».[266]
- Australia: el primer ministro Scott Morrison emitió un comunicado en Twitter en el que calificó las escenas de «muy angustiantes...» y agregó: «Condenamos estos actos de violencia y esperamos una transferencia pacífica del gobierno a la administración recién elegida en la gran tradición democrática estadounidense». Sentimientos similares fueron expresados por el líder de la oposición Anthony Albanese y la ministra de Relaciones Exteriores Marise Payne, quienes condenaron la violencia.[267]
- Bélgica: el primer ministro Alexander De Croo expresó su «conmoción e incredulidad por los acontecimientos en curso en el Capitolio de Estados Unidos, símbolo de la democracia estadounidense» y confía en que «las sólidas instituciones de Estados Unidos superarán este momento desafiante».[268]
- Canadá: el primer ministro Justin Trudeau señaló que Canadá estaba observando la situación «minuto a minuto» en la tarde del 6 de enero. Más tarde lo llamó «un ataque a la democracia» y dijo que «la violencia nunca logrará anular la voluntad del pueblo.[269] La democracia en los Estados Unidos debe ser sostenido y lo será». Trudeau culpó de los disturbios a Donald Trump, quien dijo que ayudó a incitar a la mafia. También afirmó: «La democracia no es automática. Se necesita trabajo todos los días».[270]
  - El ministro federal de Relaciones Exteriores de Canadám François-Philippe Champagne, dijo en un tuit que «la transición pacífica del poder es fundamental para la democracia; debe continuar y continuará».[271]
  -  Quebec: el primer ministro de Quebec, François Legault, tuiteó en francés que el suceso fue «Un día oscuro para la democracia estadounidense».[272]
  -  Alberta: el primer ministro de Alberta, Jason Kenney, declaró que la provincia «siempre ha tenido vínculos estrechos con los Estados Unidos, por lo que es doloroso ver las extrañas escenas que se desarrollan hoy en el Capitolio de los Estados Unidos».[273]
  -  Columbia Británica: el primer ministro de Columbia Británica, John Horgan, tuiteó que «no se puede permitir que la intimidación altere las instituciones democráticas», y también estalló en la provincia una pequeña pero violenta protesta a favor de Trump.[274]
- Chile: el presidente Sebastián Piñera dijo que «Chile rechaza las acciones encaminadas a alterar el proceso democrático en Estados Unidos y condena la violencia y la injerencia indebida en las instituciones constitucionales. Chile confía en la fuerza de la democracia estadounidense para garantizar el estado de derecho y el estado de derecho».[275]
- Argentina: el presidente Alberto Fernández repudió los graves hechos de violencia y el atropello al Congreso, manifestó su confianza en que habrá una transición pacífica que respete la voluntad popular y expresó su más firme respaldo al Presidente electo Joe Biden.[276]
- Perú: el Ministerio de Relaciones Exteriores rechazó los actos de violencia registrados en el Capitolio de Estados Unidos, y mencionó que seguía con preocupación los hechos acontecidos ese mismo día.[277]
- República de China: la portavoz del Ministerio de Relaciones Exteriores, Joanne Ou, expresó "pesar por los enfrentamientos".[278] También dijo que la oficina de representación de Taiwán en Estados Unidos había emitido urgentemente un comunicado para informar a sus ciudadanos de que tomaran nota de su seguridad.[279] Kuomintang tuiteó "¡Ten fe en la #democracia estadounidense!".[280]
- Irlanda: el primer ministro Micheál Martin dijo que «muchos, como yo, estarán observando las escenas que se desarrollan en Washington D. C. con gran preocupación y consternación». El ministro de Relaciones Exteriores, Simon Coveney, dijo en Twitter que «debemos llamar a esto por lo que es: un asalto deliberado a la democracia por parte de un presidente en funciones y sus partidarios, ¡que intenta anular una elección libre y justa! ¡El mundo está mirando! Esperamos para restablecer la calma».[281]
- Turquía: el presidente de la Gran Asamblea Nacional, Mustafa Şentop, dijo: «Seguimos con preocupación los acontecimientos en Estados Unidos e invitamos a las partes a la calma. Creemos que los problemas siempre se resolverán dentro de la ley y la democracia».[282]
- Reino Unido: El primer ministro Boris Johnson calificó las escenas como «vergonzosas» y dijo que «Estados Unidos defiende la democracia en todo el mundo y ahora es vital que haya una transferencia de poder pacífica y ordenada». el líder de la oposición, Keir Starmer, calificó las escenas de «horrendas» y dijo que «estos no son “manifestantes”; esto es un ataque directo a la democracia».[283]
  -  Escocia: La primera ministra Nicola Sturgeon calificó los hechos de «absolutamente horrorosos» y declaró «solidaridad con los estadounidenses que están del lado de la democracia y la transferencia pacífica y constitucional del poder. Vergüenza para quienes han incitado este ataque a la democracia».[283]
- España: el presidente del Gobierno, Pedro Sánchez, aseguró «seguir con preocupación la noticia», pero que «confía en la fuerza de la democracia estadounidense». Los líderes de la oposición, Pablo Casado e Inés Arrimadas, también condenaron lo ocurrido asemejándolo con el procés en Cataluña.[284]
- Noruega: la primera ministra, Erna Solberg, calificó los hechos de «increíbles» y de «un ataque totalmente inaceptable a la democracia».[284]
- Países Bajos: el primer ministro, Mark Rutte, calificó los sucesos de «horribles» y alentó a Trump a ceder «hoy».[285]
- Suecia: el primer ministro, Stefan Löfven, calificó las protestas como un «asalto a la democracia» y esperaba una restauración pacífica del orden, y señaló que el presidente Trump y los miembros del congreso tienen «una gran responsabilidad» por los eventos en curso.[286]
- Finlandia: el presidente Sauli Niinistö calificó las protestas como «una increíble pesadilla de la democracia». La primera ministra Sanna Marin calificó los hechos de «muy graves y preocupantes».[287]
- Lituania: el presidente Gitanas Nausėda dijo que «el estado de derecho no es la regla de la calle».[288]
- Israel: el primer ministro suplente de Israel, Benny Gantz, condenó el intento de toma de posesión del Capitolio.[289]
- Uruguay: el presidente uruguayo, Luis Lacalle Pou, emitió un comunicado en Twitter en el cual expresó: «Manifestamos nuestro más profundo rechazo ante los hechos de violencia ocurridos en el día de hoy en Congreso de los Estados Unidos, confiando en que los valores democráticos de esa nación prevalecerán frente a cualquier intento de menoscabar sus instituciones».[290]
- Venezuela: El canciller Jorge Arreaza, afirmó que «la polarización política y la espiral de violencia que refleja la profunda crisis política y social que vive actualmente Estados Unidos».[291]
- Portugal: el primer ministro António Costa dijo que «estoy siguiendo con preocupación los acontecimientos en Washington. Escenas inquietantes. El resultado de las elecciones debe ser respetado, con un traspaso de poder pacífico y ordenado. Confío en la fortaleza de las instituciones democráticas».[275]
- India: el primer ministro de India, Narendra Modi, tuiteó: «Angustiado por ver noticias sobre disturbios y violencia en Washington D. C. La transferencia de poder ordenada y pacífica debe continuar. El proceso democrático no puede permitir que sea subvertido mediante protestas ilegales».[292]
- Rusia: La portavoz del Ministerio de Relaciones Exteriores de Rusia, Maria Zakharova, describió la situación como un «asunto interno de Estados Unidos». Continuó condenando al sistema electoral estadounidense por la situación, afirmando que era «arcaico, no cumple con los patrones democráticos modernos, creando oportunidades para numerosas violaciones, y los medios estadounidenses se han convertido en un instrumento de lucha política».[293]
  - El presidente del Comité de Asuntos Exteriores del Consejo de la Federación, Konstantin Kosachyov, declaró: «La celebración de la democracia ha terminado. Esto es, lamentablemente, en realidad el final, lo digo sin una pizca de regodeo. Estados Unidos ya no está trazando el rumbo y, por lo tanto, ha perdió todos sus derechos para configurarlo. Y especialmente para imponerlo a otros».[294]
  - El representante Permanente de Rusia ante las Naciones Unidas, Dmitry Polyanskiy, dijo que «vienen de Washington muchas fotografías al estilo Maidan».[295]
  - Mijaíl Gorbachov, el último presidente de la Unión Soviética, dijo que «el asalto al capitolio fue claramente planeado de antemano, y es obvio por quién». Sin embargo, Gorbachov no aclaró a quién se refería. También cuestionó la existencia continuada de Estados Unidos como nación.[296]
  - El líder del Partido Liberal Democrático de Rusia, Vladimir Zhirinovsky, elogió a Trump después de la situación y tuiteó: «Sé valiente, Donald. Estamos contigo, recibirás ayuda del exterior».[297]
- Brasil: el presidente de la Cámara de Diputados, Rodrigo Maia, dijo: «El grave episodio de hoy en Estados Unidos solo aumenta nuestra responsabilidad de mantener la independencia de la Cámara de Diputados en Brasil».[298] El juez de la Suprema Corte Federal y presidente de la Corte Superior Electoral, Luís Roberto Barroso, tuiteó: «En este triste episodio en Estados Unidos, los partidarios del fascismo mostraron su verdadero rostro: antidemocrático y agresivo». También tuiteó que esperaba que «la sociedad y las instituciones estadounidenses reaccionen con vigor a esta amenaza a la democracia».[299]
- Panamá: la canciller panameña, Erika Mouynes, lamentó la situación catalogando de «actos de violencia» y apelando que «los valores democráticos prevalezcan para el resguardo de la institucionalidad y el respeto del Estado de derecho».[300]
- Sudáfrica: El exlíder de la oposición Mmusi Maimane pidió a los estadounidenses «respetar la democracia, respetar el estado de derecho y permitir una transición pacífica al poder» y les recomendó «seguir el ejemplo de grandes estados democráticos como Sudáfrica que respetan los resultados de las elecciones».[301]
- Zimbabue: el presidente Emmerson Mnangagwa recordó el hecho de que la administración Trump había «extendido las dolorosas sanciones económicas impuestas a Zimbabue, citando preocupaciones sobre la democracia de Zimbabue», afirmando que «los sucesos de ayer demostraron que Estados Unidos no tiene el derecho moral de castigar a otra nación bajo la apariencia de defender la democracia».[302]

### Organizaciones supranacionales
- Unión Europea: el alto Representante de la Unión para Asuntos Exteriores y Política de Seguridad Josep Borrell dijo que «A los ojos del mundo, la democracia estadounidense esta noche parece estar bajo asedio. Este es un asalto invisible sobre la democracia estadounidense, sus instituciones y el estado de derecho. Esto no es Estados Unidos».[303]
- Organización del Tratado del Atlántico Norte: el secretario general, Jens Stoltenberg, calificó las escenas del Capitolio de Estados Unidos como «impactantes» en Twitter y afirmó que «el resultado de esta elección democrática debe ser respetado».[304] Varios servicios de inteligencia de la OTAN informaron a sus gobiernos de que los incidentes formaban parte de un intento de golpe de Estado perpetrado por el presidente Trump con posible apoyo de miembros de los organismos de seguridad federales.[44]
- Naciones Unidas: El secretario general António Guterres se «entristeció por los hechos ocurridos el miércoles en el Capitolio de Estados Unidos en Washington D. C.» y afirmó que «en tales circunstancias, es importante que los líderes políticos inculquen a sus seguidores la necesidad de abstenerse de la violencia, en cuanto a respetar los procesos democráticos y el estado de derecho».[305]
- Parlamento Latinoamericano: Jorge Pizarro, presidente del Parlatino, condenó los hechos y lo catalogó como «ataque a la democracia» de parte del presidente Trump y respaldó a los parlamentarios estadounidenses a quienes les exhortó a seguir la Constitución y ratificar la decisión soberana del pueblo.[306]

## Indultos de 2025
El 20 de enero de 2025, el primer día de su segundo mandato, el presidente de los Estados Unidos Donald Trump emitió una orden indultando a aproximadamente 1200 personas condenadas por su participación en el asalto al Capitolio de los Estados Unidos, y desestimando los casos de los aproximadamente 300 individuos acusados restantes. El indulto se extendió a los acusados de vandalismo y agresiones a agentes del orden, incluidos miembros de Proud Boys y Oath Keepers. Tras los indultos, el presidente Trump ordenó al Departamento de Justicia que purgara los comunicados de prensa publicados anteriormente sobre los arrestos y condenas de los indultados.